# Bystřička II
Bystřička II je katastrální území v okrese Vsetín. Jeho výměra činí 480,81 hektarů. Základní sídelní jednotky katastrálního území Bystřička I mají charakter sídelních lokalit.
Katastrální území Bystřička II zaujímá svou polohou západní část obce Bystřička. Prochází tudy silnice I/57. Nachází se zde také železniční zastávka a nákladiště Bystřička na železniční trati 280. Do Vsetínské Bečvy se zde vlévá řeka Bystřička. V katastrálním území Bystřička II leží také přírodní památka U Vaňků.